# Schallstadt
Schallstadt est une commune de Bade-Wurtemberg (Allemagne), située dans l'arrondissement de Brisgau-Haute-Forêt-Noire, dans le district de Fribourg-en-Brisgau.

## Jumelage
- Rosà (Italie) depuis 1991
- La Crau (France)
- Sohland an der Spree (Allemagne)